# Bhupen Khakhar
Bhupen Khakhar —també escrit Bhupen Khakkar— (Bombai, 10 de març de 1934 - Baroda, 8 d'agost de 2003) va ser un artista indi. Khakhar va ser un artista autodidacte que va començar la seva carrera com a pintor en una etapa tardana de la seva vida. Les seves obres van ser figuratives en la naturalesa i tractaven el cos humà i la seva identitat. Obertament homosexual, els principals temes de la seva obra eren el problema de les definicions de gènere i la identitat de gènere. Les seves pintures contenen sovint referències a la mitologia, sobretot a la índia.

## Joventut
Bhupen Khakhar va néixer a Bombai i va passar la seva infantesa a Khetwadi, amb els seus pares i tres germans. Era el menor de quatre germans i el seu pare, Parmanand, era enginyer i examinador extern de l'Institut Tecnològica Veermata Jijabai. Parmanand va morir quan Bhupen només tenia quatre anys i la seva mare, Mahalaxmi, el va cuidar.
Els Khakhar eren originalment artesans provinents de la colònia portuguesa de Diu. A casa es parlava gujarati, marathi i hindi, però no molt anglès. Bhupen va ser el primer de la seva família a assistir a la Universitat de Bombai, on va graduar-se amb Bachelor of Arts, amb economia i ciències polítiques a especialitats. Va treballar com a comptable mentre començava a desenvolupar la seva carrera artística.
El 1958 va conèixer el jove poeta i pintor Ghulam Mohammed Sheikh, que va encoratjar l'interès latent de Khakhar en l'art i el va animar a assistir a la recentment fundada Facultat de Belles Arts de Baroda.

## Carrera
Les pintures a l'oli de Khakhar eren sovint narratives i autobiogràfiques. Les seves primeres obres exposades presenten deïtats d'estampes populars, enganxades sobre miralls i complementades amb grafits i marques gestuals. Va començar a muntar exposicions individuals el 1965. Tot i que l'artista va ser en gran part autodidacta, la seva obra aviat va cridar l'atenció i el reconeixement de la crítica. La dècada de 1980 Khakhar va produir exposicions individuals a Londres, Berlín, Amsterdam i Tòquio.
L'obra de l'artista celebra la lluita comuna indis. Les primeres pintures de Khakhar representen gent comuna, com ara el barber, el rellotger i fins i tot un assistent de comptabilitat amb el qual va treballar. El pintor va tenir especial cura per reproduir els entorns de petites botigues índies en aquestes pintures, i va revelar un talent per veure allò intrigant dins del mundà. La seva obra ha estat comparada amb la de David Hockney. Tot i que va ser influenciat pel moviment pop britànic, Khakhar va entendre que les versions occidentals de l'art popular no tindrien la mateixa ressonància a l'Índia.
Els temes de Khakhar, sovint obertament homosexuals, van atreure una atenció especial. L'homosexualitat aquell moment s'abordava poc sovint a l'Índia. L'artista explora la seva pròpia homosexualitat d'una manera molt personal, i toca les seves implicacions culturals i manifestacions amoroses i eròtiques. Khakhar va pintar l'amor, la vida i trobades homosexuals des d'una perspectiva distintivament índia.
En la dècada de 1990 Khakhar va començar a experimentar més amb aquarel·les i va créixer en l'expressió i la tècnica. Va ser interpretat com "el comptador" en la novel·la de Salman Rushdie The Moor's Last Sigh. Khakhar va tornar el favor en fer més endavant un retrat de l'autor que s'anomena The Moor, i que s'exposa en el National Portrait Gallery de Londres. A You Can't Please All (198; Londres, Knoedler's), una figura nua de mida natural, un autoretrat, observa des d'un balcó com un pare, el seu fill i un ase representen una antiga faula en un paisatge urbà.

## Premis i reconeixements
L'any 2000 Khakhar va ser guardonat amb el premi Príncep Claus al Paleis op de Dam d'Amsterdam. Entre altres distincions, va guanyar la beca de la Fundació Starr del Consell Asiàtic (1986) i el prestigiós Padma Shri (1984), un premi del govern indi a l'excel·lència. Les seves obres es troben en les col·leccions del Museu Britànic, la Tate Gallery i el Museu d'Art Modern de Nova York, entre d'altres.